# Политический поп-арт

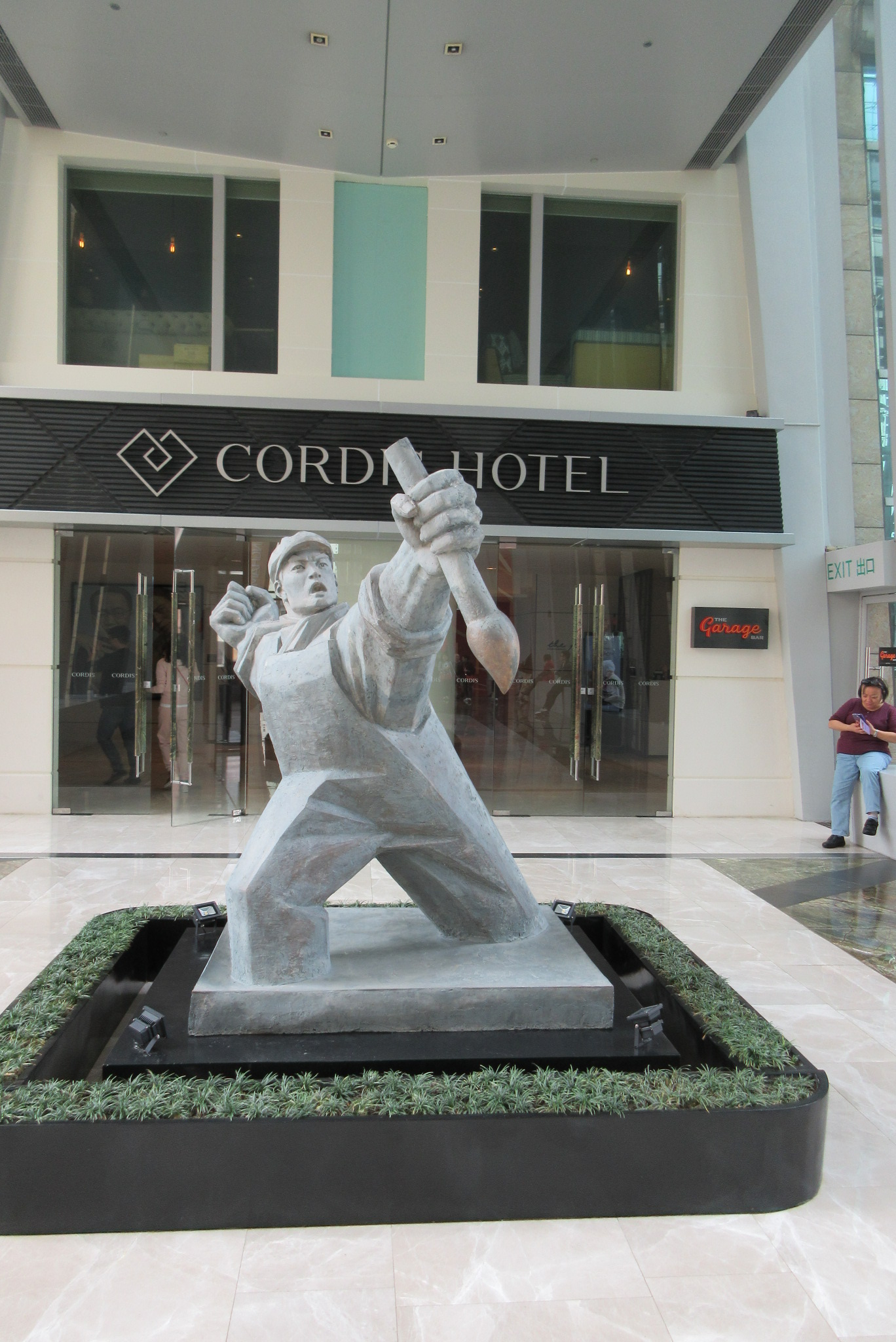
Скульптура политического поп-арта Ван Гуанъи, 2017

Полити́ческий поп-а́рт (кит. 政治波普, Чжэнчжи бопу) — течение современного китайского искусства последнего десятилетия XX века, в основе которого лежит синтез китайского соцреализма и западного поп-арта. Основоположником течения считается Ван Гуанъи.
Наряду с циничным реализмом является также течением китайского модернизма. Термин «политический поп-арт» был введён известным китайским арт-критиком Ли Сяньтином, в 1991—1993 гг. были написаны его первые статьи об этом течении.

## История
После смерти Мао Цзэдуна в 1976 году, а также с началом проведения политики реформ и открытости с конца 70-х гг. XX века поэтапно происходят изменения во всех сферах жизни китайского общества, страна постепенно расширяет связи с внешним миром по различным направлениям, в том числе формируется интерес к западной философии и достижениям современного мирового искусства. 1980-е годы были периодом, предваряющим становление политического поп-арта, временем творческого всплеска и поисков новых форм и средств выразительности, формирования различных официальных и неофициальных художественных объединений, таких как художественная группа «Звёзды» (Ма Дэшэн, Хуан Жуй, Янь Ли, Ван Кэпин, Шао Фэй, Ай Вэйвэй и др), «Шрамы» (Чэн Цуньлин) и «Деревенский реализм» (Ло Чжунли, Чэнь Даньцин, Чжань Цзяньцзюнь и др.), движение «Новая волна 85-го года», которое состояло из нескольких десятков творческих объединений, среди них «Северная молодёжная группа» (Ван Гуани, Ван Ялинь, Жэнь Цзянь, Лю Янь и др), «Сямэньские дадаисты» (Хуан Юнпин, Цай Гоцян и др.), «Юго-западное арт-сообщество» (Чжан Сяоган, Мао Сюйхуэй, и др), а также многие другие.
В 1982—1984 гг. китайские художники получили возможность познакомиться с работами западных философов — Гегеля, Хайдеггера, Витгенштейна, Сартра, они начинают размышлять о предназначении, о роли искусства в современном мире. Искусство указанного периода носило экспериментальный характер, не было единой стилевой направленности, но художников объединяли идеи, связанные с вопросами самовыражения. Даже внутри художественных объединений произведения художников отличались стилевым многообразием — экспрессионизм, абстракционизм, сюрреализм, экзистенциализм, реализм и другие.
На Ван Гуанъи и творческое объединение «Северная молодёжная группа» тоже оказали влияние утопические идеи немецких мыслителей, включая Ницше, Шопенгауэра, Сартра, Фрейда. Художники видели главную задачу искусства на тот момент в создании системы новых идеалов и ценностей, принципиально отличных от сформированных в период тоталитарного режима и времён Культурной Революции.
В 1985 году происходит знакомство китайских художников с американским поп-артом на выставке Роберта Раушенберга в рамках проекта ROCI («Международного культурного обмена»). Эта выставка являлась не только одной из ключевых предпосылок для становления китайского поп-арта, но и позволила художникам узнать такие новые для них формы современного западного искусства, как инсталляция, коллаж, реди-мейд.
В феврале 1989 года состоялась выставка «Китай/Авангард» в Пекине, в ней приняли участие все значимые современные китайские художники, включая Ван Гуанъи, Фан Лицзюня, Гэн Цзяньи, Чжан Сяогана, Чжан Пэйли, Сюй Бина и многих других. Ван Гуанъи представил на выставке 9 своих картин, включая работу «Мао AO» (1988). Позже в 2009 году она будет продана за 4,1 миллионов долларов на аукционе Phillips de Pury & Company в Лондоне. Образ Мао Цзэдуна как основного символа тоталитарной эпохи, в то же время являющимся иконой или брендом современной китайской культуры, обращённой на Запад, станет одним из наиболее популярных в работах Ван Гуанъи вплоть до середины 90-х годов, а также у других представителей течения политического поп-арта: Ли Шань «Голубой Мао», Цзэн Фаньчжи «Мао Цзэдун», «Председатель Мао с нами», «братья Гао» «Мисс Мао», Юй Юхань «Без названия (Мао/Мэрилин)».
В России работы китайских художников политического поп-арта можно было увидеть на выставке «Соц-арт. Политическое искусство в России и Китае» (Ли Шань, Жэнь Сыхун, Ван Гуани, Ван Цзывэй, Юй Юхан) в рамках II Московской биеннале современного искусства в 2007 году, а также на выставке «Китай, вперёд!» (Ван Гуани, Ли Шань, Гао Цян и Гао Чжэнь — «братья Гао», Ши Синьнин) в московском ЦУМе в 2008 году. Выставки проводятся в известных галереях и центрах современного искусства крупнейших городов по всему миру, например, выставка в галерее Саатчи в Лондоне 26 ноября 2014 года и 23 февраля 2015 года, где приняли участие такие китайские художники политического поп-арта и циничного реализма, как Ван Гуанъи, Ай Вэйвэй, Фан Лицзюнь, Фэн Мэнбо, Гу Вэньда, Лю Вэй и другие.

## Особенности

Братья Гао. Бюст Владимира Ленина с Мао Цзэдуном на голове, Калифорния

Художники политического поп-арта берут за основу в своих работах образы из плакатов тоталитарного искусства китайского соцреализма 50—70-х годов и объединяют их с привнесёнными из западной культуры символами массовой культуры, делая акцент на эпатаж. Китайский политический поп-арт ставит своей задачей переосмысление значения периода правления Мао Цзэдуна. Через иронизм, гротеск, к реалиям тоталитарного общества, художники обнажают кризис разрушенных идеалов и провозглашают новые.Таким образом, политический поп-арт иллюстрировал переосмысление прошлой политической культуры: образы революции были пересмотрены и соединены с образами западной рыночной культуры.
Как и циничный реализм, так и политический поп-арт в некотором роде выросли на месте «живописи шрамов», но они имели ярко выраженную коммерческую направленность. Политическое искусство, «окунувшее» художественное наследие Энди Уорхола в китайский «национальный колорит», пародирует социальные штампы (пример тому – холст из серии Ван Гуанъи 王广义 «Большая критика – Coca Cola», 1990–1993).
Основоположником китайского поп-арта считается художник Ван Гуанъи, среди представителей этого художественного направления также выделяются Ли Шань, Гао Цян и Гао Чжэнь — «братья Гао (кит. 高氏兄弟)», активно использующие в своих работах образ Мао Цзэдуна, Ши Синьнин, Лю Фэнхуа, Жэнь Сыхун, Шэн Ци, Ван Цзывэй, Юй Юхан и другие.
В стилистическом отношении работам политического поп-арта присущи главные особенности произведений плакатного искусства соцреализма: обобщённость образов, условность, отсутствие детализации, упрощённость, преувеличение отдельных деталей, красочность, иллюстративность и символичность.
Другой особенностью является заимствование элементов западного поп-арта, где пропагандистские плакаты, распространенные в период культурной революции, заменили символы американской культуры. Символы, используемые художниками в 1990-е года, были не просто иллюстрациями пропагандистских лозунгов, а обращались к реальной жизни и истории. Тем не менее, «политический поп-арт» стал практически единственным стилем, представляющим китайское искусство на Западе: как воплощение типичной китайской пост-колониальной культуры. Если на Западе о «политическом поп-арте» писали критики, произведения художников показывались на выставках, то на родине он был почти неизвестен и его влияние было ограниченным.